# Präsidentschaftswahl in der Dominikanischen Republik 2004
Die Präsidentschaftswahl in der Dominikanischen Republik 2004 fand am 16. Mai statt. Insgesamt waren etwas mehr als fünf Millionen Dominikaner aufgerufen, ihre Stimme abzugeben. Nach der Verfassung von 1966 ist die Dominikanische Republik eine präsidiale Republik. Staatsoberhaupt und oberster Inhaber der Exekutive (Regierungschef) ist der für vier Jahre direkt gewählte Präsident.
Zur Wahl traten elf Kandidaten an. Favorit im Wahlkampf war laut Umfragen der Amtsinhaber von 1996 bis 2000, Leonel Fernández Reyna vom Partido de la Liberación Dominicana (PLD), der gegen den amtierenden Präsidenten Hipólito Mejía vom Partido Revolucionario Dominicano (PRD) antrat. Den übrigen neun Kandidaten wurden keine Chancen eingeräumt, gewählt zu werden.
In der Hoffnung auf eine Wiederwahl Mejías aufgrund seiner hohen Zustimmungsraten in den ersten beiden Amtsjahren hatte der regierende PRD 2003 eine Verfassungsänderung durchgebracht, die die seit 1994 verbotene (einmalige) unmittelbare Wiederwahl wieder ermöglichte.
In der zweiten Hälfte der Amtszeit Mejías erlebte die Dominikanische Republik jedoch eine der schwersten Wirtschaftskrisen in der Geschichte des Landes, begünstigt durch eine verfehlte Wirtschaftspolitik der Regierung Mejía. Die Krise gipfelte im Kollaps der damals zweitgrößten privaten Bank des Landes, der Baninter, einer massiven Entwertung des dominikanischen Pesos und einer galoppierenden Inflation von bis zu 42 %. Mejías Zustimmungsraten fielen dadurch drastisch ab, und Leonel Fernández wurde nach allen Hochrechnungen unbestrittener Favorit für die Wahl.
Die Wahlkampagne war gekennzeichnet durch gehässige verbale Auseinandersetzungen und Beleidigungen. So nannte Mejía Fernández einen „Simulanten und Lügner“ und dieser Mejía einen „funktionalen Analphabeten“. Die Auseinandersetzung nahm derart aggressive Formen an, dass die katholische Kirche und der Movimiento Cívico Participación Ciudadana die Streithähne zur Mäßigung aufriefen. Der Leiter der Beobachtermission der Organisation Amerikanischer Staaten (OAS), Santiago Murray, warnte seinerseits Mejia, keine staatlichen Mittel für seine Wiederwahlkampagne zu verwenden.
Der Kandidat des Partido Reformista Social Cristiano (PRSC), Eduardo Estrella, sagte in seinen Wahlauftritten, mit dem PRD sterbe „das Land vor Hunger und mit dem PLD vor Angst“. Mejía wies auf die Reformen seiner Regierung hin, betonte aber gleichzeitig, es bleibe noch viel zu tun, worauf der PLD ihn „bat“, que por favor no hiciera nada más (nein, bitte, macht nichts mehr), und den populären Wahlspruch kreierte: E’ pa’ fuera que van! (Raus gehen sie!). Programmatische Vorschläge waren in den Wahlkampagnen dagegen kaum zu vernehmen.
In der aufgeheizten Stimmung gab es mehrere Zwischenfälle, wobei der gravierendste zwei Tote und zwei Verletzte forderte.
Zur Anspannung der Situation trugen auch die parteiinternen Differenzen im PRD und im PRSC bei. Die Aufhebung des Verbots der unmittelbaren Wiederwahl hatte im PRD zu einer Spaltung geführt. Hatuey De Camps, der frühere Parteipräsident, der seine Anhänger aufgerufen hatte, „eher für den Teufel und dessen Bruder als für eine Wiederwahl Mejías zu wählen“, sagte, er bleibe bei seiner Ablehnung der Wiederwahlmöglichkeit, koste es ihn, was es wolle. Darauf wurden er und weitere Mitglieder aus der Partei ausgeschlossen. Im PRSC anderseits kämpften die Befürworter einer Wiederwahl Mejías, die Unterstützer des PLD und die Anhänger Eduardo Estrellas gegeneinander. Auch hier kam es zu Parteiausschlüssen.
Die Allianz des PLD umfasste schließlich die Fuerza Nacional Progresista, die Unión Demócrata Cristiana, den Partido de los Trabajadores Dominicanos, die Alianza por la Democracia, den Partido Liberal de la República Dominicana und den Bloque Institucional Social Demócrata. In der Allianz des PRD waren der Partido Unidad Democrática, der Partido Quisqueyano Demócrata, der Partido Renacentista Nacional, der Partido Unidad Nacional und der Partido Humanista Dominicano vereint. Mit dem PRSC verbündete sich der Partido Nacional de Veteranos y Civiles.
Die notwendige absolute Mehrheit der Stimmen gewann Fernández erwartungsgemäß gleich im ersten Wahlgang. Er erhielt 57,11 % der Stimmen, sein Konkurrent Mejía erreichte nur 33,65 %. Eduardo Estrella vom Partido Reformista Social Cristiano (PRSC) kam auf 8,65 %. Zum Vizepräsidenten wurde Rafael Alburquerque gewählt.

## Wahlergebnis
| Kandidaten                                  | Kandidaten                    | Stimmen   | %    | Listen                               | Stimmen   | %    |
| ------------------------------------------- | ----------------------------- | --------- | ---- | ------------------------------------ | --------- | ---- |
|                                             | Leonel Fernández Reynagewählt | 2.063.871 | 57,1 | Partido de la Liberación Dominicana  | 1.771.377 | 49,0 |
| Bloque Institucional Social Demócrata       | Leonel Fernández Reynagewählt | 2.063.871 | 57,1 | 98.278                               | 2,7       |      |
| Alianza por la Democracia                   | Leonel Fernández Reynagewählt | 2.063.871 | 57,1 | 84.566                               | 2,3       |      |
| Fuerza Nacional Progresista                 | Leonel Fernández Reynagewählt | 2.063.871 | 57,1 | 38.676                               | 1,1       |      |
| Unión Demócrata Cristiana                   | Leonel Fernández Reynagewählt | 2.063.871 | 57,1 | 32.223                               | 0,9       |      |
| Partido de los Trabajadores Dominicanos     | Leonel Fernández Reynagewählt | 2.063.871 | 57,1 | 24.714                               | 0,7       |      |
| Partido Liberal de la República Dominicana  | Leonel Fernández Reynagewählt | 2.063.871 | 57,1 | 14.037                               | 0,4       |      |
|                                             | Hipólito Mejía Dominguez      | 1.215.928 | 33,6 | Partido Revolucionario Dominicano    | 1.108.400 | 30,7 |
| Partido de Unidad Nacional                  | Hipólito Mejía Dominguez      | 1.215.928 | 33,6 | 44.720                               | 1,2       |      |
| Partido Quisqueyano Demócrata Cristiano     | Hipólito Mejía Dominguez      | 1.215.928 | 33,6 | 27.520                               | 0,8       |      |
| Unidad Democrática                          | Hipólito Mejía Dominguez      | 1.215.928 | 33,6 | 18.898                               | 0,5       |      |
| Partido Renacentista Nacional               | Hipólito Mejía Dominguez      | 1.215.928 | 33,6 | 11.087                               | 0,3       |      |
| Partido Humanista Dominicano                | Hipólito Mejía Dominguez      | 1.215.928 | 33,6 | 5.303                                | 0,1       |      |
|                                             | Eduardo Estrella Virella      | 312.493   | 8,6  | Partido Reformista Social Cristiano  | 294.033   | 8,1  |
| Partido Nacional de Veteranos y Civiles     | Eduardo Estrella Virella      | 312.493   | 8,6  | 18.460                               | 0,5       |      |
|                                             | Rafael Flores Estrella        | 4.737     | 0,1  | Fuerza de la Revolución              | 4.737     | 0,1  |
|                                             | Ramón Almánzar                | 4.195     | 0,1  | Partido Nueva Alternativa            | 4.195     | 0,1  |
|                                             | Trajano Santana               | 3.994     | 0,1  | Partido Revolucionario Independiente | 3.994     | 0,1  |
|                                             | Héctor Rafael Peguero Méndez  | 3.383     | 0,1  | Partido Popular Cristiano            | 3.383     | 0,1  |
|                                             | Raúl Pérez Peña               | 1.834     | 0,1  | Partido por la Auténtica Democracia  | 1.834     | 0,1  |
|                                             | Ramón Emilio Concepción       | 1.450     | 0,0  | Movimiento Solidaridad Nacional      | 1.450     | 0,0  |
|                                             | Carlos Manuel Bencosme        | 1.043     | 0,0  | Alianza Social Dominicana            | 1.043     | 0,0  |
|                                             | Ramón Nelson Didiez Nadal     | 772       | 0,0  | Partido Demócrata Popular            | 772       | 0,0  |
| Gesamt                                      | Gesamt                        | 3.613.700 | 100  |                                      | 3.613.700 | 100  |
|                                             |                               |           |      |                                      |           |      |
| Ungültige Stimmen                           | Ungültige Stimmen             | 43.150    | –    |                                      |           |      |
| Wähler                                      | Wähler                        | 3.656.850 | 72,8 |                                      |           |      |
| Wahlberechtigte                             | Wahlberechtigte               | 5.020.703 |      |                                      |           |      |
|                                             |                               |           |      |                                      |           |      |
| Quelle: Gaceta oficial n. 10312, 08/03/2005 |                               |           |      |                                      |           |      |

Die Wahlbeteiligung betrug 71,98 % (in der Dominikanischen Republik herrscht für Stimmbürger unter 70 Jahren Wahlpflicht).